# Sân bay Rasht
Sân bay Rasht (IATA: RAS, ICAO: OIGG) là một sân bay ở Rasht, Iran.

## Các hãng hàng không và các tuyến điểm
| Hãng hàng không      | Các điểm đến                                                    |
| -------------------- | --------------------------------------------------------------- |
| Iran Air             | Tehran-Mehrabad, Ahvaz, Isfahan                                 |
| Iran Aseman Airlines | Tehran-Mehrabad, Bandar-Abbas, Shiraz, Asalouyeh, Mashad, Ahvaz |
| Mahan Air            | Jeddah, Medina, Mashad, Asalouyeh                               |
| Naft Air             | Baghdad, Tehran-Mehrabad                                        |
| Iran Air Tours       | Mashad                                                          |